# Francisco Giraldos Albesa
Francisco Giraldos Albesa fue un periodista, escritor y bibliófilo español.

## Biografía
Natural de Aragón, este periodista fue redactor de El Noticiero Universal (1902), además de colaborador de Barcelona Cómica (1896), Pluma y Lápiz (de 1902 a 1903) y otras publicaciones. Bibliófilo, fue autor de un Ensayo de una biblioteca de libros, folletos y papeles humildes y de un libro que gira en torno a la obra La verdad sobre el "falso Quijote", de Francisco Vindel Angulo.